# 滋賀医科大学医学部附属病院
滋賀医科大学医学部附属病院（しがいかだいがくいがくぶふぞくびょういん）は、滋賀県大津市瀬田月輪町にある医療機関。国立大学法人滋賀医科大学が運営する大学病院である。

## 沿革
- 1976年（昭和51年）10月10日 - 附属病院創設準備室を設置する。
- 1978年（昭和53年）
  - 4月1日[1] - 附属病院創設準備室を廃止し、滋賀医科大学医学部に附属病院を設置する。
  - 10月1日[1] - 開院（320床）に併せて、中央診療施設を設置する。
  - 10月4日 - 外来診療を開始する。
  - 10月11日 - 入院患者の受け入れを開始する。
- 1980年（昭和55年）
  - 1月9日 - 病床の増床を行い、計440床となる。
  - 1月30日 - 高エネルギー治療施設が竣工する。
  - 5月21日 - 病床の増床を行い、計600床となる。
- 1990年（平成2年）6月8日 - 救急部を設置する。
- 1993年（平成5年）4月1日 - 集中治療部を設置する。
- 1994年（平成6年）4月1日 - メディカルコーディネーションセンター（MMC）を開設する。
- 1995年（平成7年）
  - 1月31日 - エイズ拠点病院に選定される。
  - 2月1日 - 特定機能病院の承認を受ける[6]。
  - 4月1日 - 大津市立瀬田東小学校が院内学級（ひまわり学級）[5]を開設する。
- 1996年（平成8年）4月1日 - 輸血部を設置する。
- 1997年（平成9年）
  - 4月1日 - 総合診療部を設置する。
  - 4月17日 - 外来ボランティア活動を開始する。
  - 5月21日 - 無菌治療部を設置する。
  - 10月16日 - 臓器提供協力施設を設置する。
- 1998年（平成10年）4月1日 - 継続看護室を設置する。
- 1999年（平成11年）
  - 4月1日 - 治験管理センターを設置する。
  - 11月2日 - 滋賀医科大学衛星医療情報ネットワーク（MINCS）を開局する。
  - 12月5日 - IVNR棟の施設が竣工する。
- 2001年（平成13年）4月1日 - 医療情報部を設置する。
- 2002年（平成14年）
  - 4月1日 - 光学医療診療部を設置する。
  - 4月17日 - 医療安全管理部・卒後臨床研修センター・地域医療連携室を設置する。
- 2003年（平成15年） - 病床の増床を行い、計608床となる。同日、リハビリテーション部と病理部を設置する。
- 2004年（平成16年）
  - 2月16日 - 日本医療機能評価機構が実施した病院機能評価を認定取得する[7]。
  - 4月1日 - 中央診療施設等および特殊診療施設の改組を実施。中央診療部（15部）・医療安全管理部・地域医療連携部・医療研修部を卒後臨床研修センターおよび治験管理センターに再編し、救急部と集中治療部を統合し、救急・集中治療部とする。
  - 8月1日 - 臨床工学部を設置する。
- 2005年（平成17年）
  - 4月1日 - 化学療法部を設置する。
  - 8月1日 - 栄養治療部を設置する。
- 2006年（平成18年）10月1日 - 産科婦人科を母子診療科と女性診療科の2つに分割する。
- 2007年（平成19年）
  - 4月1日 - 腫瘍センターを設置する。
  - 6月1日 - ペインクリニック科を設置する。
- 2008年（平成20年）
  - 4月1日 - リハビリテーション科を設置する。
  - 6月1日 - 感染制御部を設置する。
  - 7月1日 - 患者支援センターを設置する。
- 2009年（平成21年）
  - 4月1日 - 医師臨床教育センターを設置し、卒後臨床研修センターを廃止する。
  - 10月20日 - 腫瘍内科を設置する。
  - 12月1日 - 看護臨床教育センターを設置する。
- 2010年（平成22年）
  - 3月1日 - 院内助産所を開設する。
  - 7月1日 - 病床の増床を行い、計614床となる。
  - 8月1日 - 化学療法部を廃止し、腫瘍センターの部門とする。
- 2011年（平成23年）10月1日 - 臨床研究開発センターを設置し、治験管理センターを廃止する。
- 2012年（平成24年）4月1日 - 組織改編および診療科目の名称変更・新設を行う。
  - 中央診療部と医療安全管理部などの各部を改組を行い、中央診療部門、中央手術部門、診療・教育・研究支援部門に再編する。
  - 精神科神経科を精神科に改称する。
  - 臨床遺伝相談科を設置する。
- 2014年（平成26年）
  - 3月31日 - ヘリポートが竣工する。
  - 4月1日 - 大津市立瀬田中学校が院内学級（19組）を開設する[8]。
  - 5月20日 - 病理診断科を設置する。
  - 9月1日 - 病床を減床し、計612床となる。
- 2015年（平成27年）10月1日 - 総合診療部・初期診療科を設置する。同日、医療安全管理部および感染制御部を独立部門として設置する。
- 2016年（平成28年）
  - 2月1日 - 特定行為研修推進室を設置する。
  - 4月1日 - 救急科・再生医療室・総合周産期母子医療センターを設置し、分娩部を廃止する。
  - 10月1日 - 形成外科を設置する。
- 2017年（平成29年）4月1日 - 診療の質管理室と看護師特定行為研修センターを設置し、特定行為研修推進室を廃止する。
- 2018年（平成30年）8月1日 - 神経内科を脳神経内科に改称する。
- 2019年（令和元年）7月16日 - 診療の質管理室を高難度医療・未承認医薬品等管理室に改称する。
- 2021年（令和3年）
  - 5月1日 - 病床を減床し、計603床となる。同日、乳腺・一般外科を乳腺・小児・一般外科に、耳鼻咽喉科を耳鼻咽喉科・頭頸部外科にそれぞれ改称する。
  - 10月29日 - トリアージ棟が竣工する。
- 2023年（令和5年）
  - 1月1日 - 輸血部を輸血・細胞治療部に改称する。
  - 6月1日 - 総合診療部・初期診療科を総合診療科に改称する。

（出典：）

## 理念・方針
信頼と満足を追求する「全人的医療」を理念としており、以下の7方針を定めている。
1. 患者さんと共に歩む医療
2. 信頼・安心・満足を提供する病院
3. あたたかい心で質の高い医療
4. 地域に密着した大学病院を目指す
5. 先進的で高度な医療の推進
6. グローバルな視点をもち、人間性豊かで優れた医療人の育成
7. 将来にわたって質の高い医療を提供するため、健全で安定した病院経営を目指す

## 診療科
- 循環器内科
- 呼吸器内科
- 消化器内科
- 血液内科
- 糖尿病内分泌内科
- 腎臓内科
- 脳神経内科
- 腫瘍内科
- 小児科
- 精神科
- 皮膚科
- 消化器外科
- 乳腺・小児・一般外科
- 形成外科
- 心臓血管外科
- 呼吸器外科
- 整形外科
- 脳神経外科
- 耳鼻咽喉科・頭頸部外科
- 母子診療科
- 女性診療科
- 泌尿器科
- 眼科
- 麻酔科
- ペインクリニック科
- 放射線科
- 歯科口腔外科
- リハビリテーション科
- 臨床遺伝相談科
- 病理診断科
- 救急科

## 医療機関の指定等
- 保険医療機関
- 労災保険指定医療機関
- 指定自立支援医療機関（更生医療・育成医療・精神通院医療）
- 身体障害者福祉法指定医の配置されている医療機関
- 生活保護法指定医療機関
- 精神保健指定医の配置されている医療機関
- 結核指定医療機関
- 指定養育医療機関
- 戦傷病者特別援護法指定医療機関
- 原子爆弾被害者一般疾病医療取扱医療機関
- 公害医療機関
- 母体保護法指定医の配置されている医療機関
- 特定機能病院
- 災害拠点病院
- 臨床研修指定病院
- 臨床修練指定病院
- エイズ治療拠点病院
- 肝疾患診療連携拠点病院
- 特定疾患治療研究事業委託医療機関
- DPC対象病院
- 小児慢性特定疾患治療研究事業委託医療機関

## アクセス
公共交通機関
- JR琵琶湖線（東海道本線）瀬田駅より帝産湖南交通。「大学病院」停留所下車[11]。

自動車
- 新名神高速道路草津田上ICより約2.2 km[11]
- 国道1号月輪一丁目交差点より約3 km[11]